# جک دمپسی صخره‌زی
جک دمپسی صخره‌زی (نام علمی: Naevochromis chrysogaster) نام یک گونه از تیره سیکلید است.